# Натриев сулфат
Натриевият сулфат е неорганично съединение с формула Na2SO4, което има няколко хидрата. Във всичките си форми представлява бяло твърдо вещество, разтворимо във вода. С годишно производство от 6 милиона тона, декахидратът му е важна химическа стока с широко потребление. Основното му приложение е при синтетичните миещи вещества и производството на хартия.

## Форми
- Безводен натриев сулфат, срещащ се като редкия минерал тенардит и използван като изсушаващ агент в органичния синтез;
- Хептахидрат, много рядка форма;
- Декахидрат, срещащ се като минерала мирабилит и използван в химическата промишленост.

## История
Декахидратът на натриевия сулфат се нарича също Глауберова сол в чест на германско-холандския химик Йохан Глаубер, който го открива през 1625 г. в австрийска изворна вода. Той го нарича чудотворна сол, поради лечебните му свойства: кристалите му се използват като лаксатив с общо предназначение до появата на по-сложни алтернативи през 20 век.
През 18 век Глаубертовата сол започва да се използва като суровина за промишленото производство на натриев карбонат чрез реакция с поташ. С нарастване на търсенето на натриевия карбонат се покачва и търсенето на натриевия сулфат. Така през 19 век започва да се използва широкомащабно процеса на Льоблан за създаване на изкуствен натриев сулфат.

## Химични свойства
Натриевият сулфат е типичен електростатично свързан йонен сулфат. Наличието на свободен сулфат в разтвор е засвидетелствано от лесното образуване на неразтворими сулфати, когато в тези разтвори се добавят соли на Ba2+ или Pb2+:
Na2SO4 + BaCl2 → 2 NaCl + BaSO4
Натриевият сулфат не реагира с повечето окислителни или редуциращи агенти. При висока температура може да се превърне в натриев сулфид:
Na2SO4 + 2 C → Na2S + 2 CO2
Натриевият сулфат реагира със сярна киселина, при което се получава натриев бисулфат:
Na2SO4 + H2SO4 ⇌ 2 NaHSO4
Натриевият сулфат проявява умерена склонност към образуване на двойни соли. Известни са двойни соли с други алкални сулфати, включително Na2SO4·3K2SO4, която се среща в природата под формата на минерала афтиталит. Други двойни соли са 3Na2SO4·CaSO4, 3Na2SO4·MgSO4 и NaF·Na2SO4.

## Физични свойства
Натриевият сулфат има необичайна разтворимост във вода. Разтворимостта му във вода се покачва над десет пъти между 0 °C и 32,384 °C, където достига максимум от 49,7 g/100 mL. След това кривата на разтворимостта променя наклона си и разтворимостта става почти независима от температурата. Температурата 32,384 °C, съответстваща на разтапянето на хидратираната сол, служи като точна отправна точка за настройване на термометри.

## Приложение
Натриевият сулфат е сравнително евтино вещество. Най-голямото му приложение е в битовите синтетични миещи препарати, за които се отделя около 50% от световното производство на натриев сулфат. Все пак, употребата му в такива препрати намалява, тъй като потребителите постепенно преминават към течни миещи препарати, които не съдържат натриев сулфат. Друго голямо приложение, което все повече се смалява, е използването му в сулфатния процес, служещ за производството на хартия в Северна Америка. Стъкларската промишленост представлява друго голямо приложение на съединението, особено в Европа. Натриевият сулфат спомага за премахването на малки мехурчета въздух от разтопеното стъкло. В Япония натриевият сулфат намира особено голямо приложение в производството на текстили. Той спомага за изглаждането на текстила, така че боите да попият по-равномерно.
В хранителната промишленост натриевият сулфат се използва като разредител. Неговият Е-номер е E514.
В лабораторни условия безводният натриев сулфат се използва като инертен изсушаващ агент за премахване на вода от органични разтвори. Той е по-ефикасен, макар и по-бавно действащ, от подобния агент магнезиев сулфат. Въпреки това, този метод работи само под 30 °C.
Натриевият сулфат се използва и за съхранение на топлинна енергия, благодарение на неговите необичайни свойства на разтваряне и сравнително високата нужна топлина за кристализация (78,2 kJ/mol).

## Безопасност
Макар като цяло да се счита за нетоксичен, прахът от натриев сулфат може да причини временна астма и раздразнение на очите. Препоръчително е с него да се борави със защита на дихателните пътища и очите.